# Glaireuse
Glaireuse est un village de la commune belge de Libin située en Région wallonne dans la province de Luxembourg. Avant la fusion des communes de 1977, il faisait partie de la commune de Villance.

## Géographie
Situé à deux kilomètres au sud de Libin, Glaireuse est bordé à l’ouest par l’autoroute A4.